# Kliopsyllus enalius
Kliopsyllus enalius är en kräftdjursart. Kliopsyllus enalius ingår i släktet Kliopsyllus och familjen Paramesochridae. Inga underarter finns listade i Catalogue of Life.